# Лерман, Зоя Наумовна
Зоя Наумовна Лерман-Луцкевич (14 июня 1934, Киев — 1 января 2014, там же) — советский и украинский художник-живописец и художник-график нон-конформистского, андеграундного направления. Член Национального союза художников Украины (1960).

## Биография
Зоя Лерман родилась 14 июня 1934 года в Киеве. В 1959 году окончила Киевский художественный институт (учителя С. Григорьев, В. Костецкий, Г. Мелихов). В 1960 году вступила в Национальный союз художников Украины.

### Творчество
Произведения находятся в коллекциях Национального художественного музея Украины, Музея современного изобразительного искусства Украины, Дирекции художественных выставок НСХУ, частных коллекциях Европы, США, Израиля.
Некоторые из работ: «Соседки», «Молодожены», «Праздник дружбы народов», «Тбилиси. На улице Карусельной» (1984), «Праздник дружбы народов» (1984), «Август. Художник и модель», «Пляж в Паланге. Сестры» (все-1981-1982), «Соревнование» (1982—1983), «Киевлянка» (1983), «Портрет Накташи Шнейдер-Хачатрян», «Клоун и певица», 2001

### Выставки
Зоя Наумовна Лерман-Луцкевич участвовала в множества городских, республиканских, всесоюзных и зарубежных выставок, которые продолжились и после её смерти. К примеру:
- 22 мая 2008 года в Музее современного изобразительного искусства Украины[5]
- 7 ноября — 5 декабря 2013 года выставка во Всемирном клубе одесситов[6];
- 11 декабря 2016 года — 3 января 2017 года выставка в Музее Шолом-Алейхема[7][8].

## Семья
- Муж — художник Юрий Павлович Луцкевич (1934—2001).
- Сын — художник Луцкевич Александр Юрьевич (род. в 1960 г.)

## Критика
Работы художника получили положительные отзывы.
А. Левич: 

Мир Зои Лерман — чисто женский. Это — мир идеальный, мир мечтательный, где все хорошо, как было в детстве, мир, где есть место её удивительно нежному дару тонкого цвета, певучей незаканчивающейся линии рисунка. Представим ребёнка, который нашёл в искусстве счастливую возможность выразить то, что бродило в нём полуосознанно, что отпугивало и одновременно привлекало видящий глаз. Это про Зою.
И. Дыченко: 

Когда она начинала свой творческий, лирический, романтический, утопический путь, в советском искусстве победил и годами продолжал оставаться таким и впредь так называемый суровый стиль. Зоя никогда не была причастна ни к этому стилю, ни к подобным веяниям. Ни московским, ни киевским. Потому что по своей природе Зоя совершенно не суровый человек. Она — парус одинокий.
О. Животков: 

Её пластика предельно выразительна. Цель её работ нематериальна и не фотографична, и потому форма её свободна. Она подчинена не физическим или биологическим константам, а идее самой работы, желанию достичь максимальной выразительности. Это принцип эмоционального воздействия изображения, которым владеет большой художник.